# Brian Goodell
Brian Goodell (n. 2 aprilie 1959, Stockton, California, SUA) este un înotător ce a reprezentat Statele Unite ale Americii, medaliat olimpic. A participat la o ediție a Jocurilor Olimpice (1976) în care a câștigat 3 medalii de aur.